# Acer griseum x pseudoplatanus
Acer griseum x psueodplatanus é uma espécie de árvore do gênero Acer, pertencente à família Aceraceae.